# Mühlhausen (Thüringen)
Mühlhausen/Thüringen is een gemeente in de Duitse deelstaat Thüringen. Het is de bestuurszetel van de Unstrut-Hainich-Kreis en telt 35.799 inwoners.

## Geschiedenis
In 775 is in een oorkonde van Karel de Grote sprake van een door Franken bewoond Mulinhuso, waarvan de tienden aan het klooster Hersfeld worden geschonken. In 974 schonk keizer Otto II de plaats aan zijn echtgenote. De heren van Weidensee-Mühlhausen waren er van 1206 tot 1254 rijksschout. Omstreeks 1330 verwierf de stad het rijksschoutambt van graaf Berthold VII van Henneberg. In 1336 verpandde keizer Lodewijk de Beier alle rijksbezittingen en de rechtsmacht in Mühlhausen aan de stad. De stad was daarmee een vrije rijksstad. In deze eeuw verenigde de stad zich met Erfurt en Nordhausen in de Thüringer Dreistädtebund en in 1430 trad ze toe tot het Hanzeverbond.
Een in 1525 van de stad uitgaande revolutionaire beweging onder Thomas Müntzer werd door een vorstelijk leger neergeslagen, waarna de stad werd onderworpen aan de landgraaf van Hessen, de keurvorst van Saksen en de hertog van Saksen. De regering wisselde jaarlijks tussen keurvorst Jan, hertog Georg en landgraaf Philips. In 1542 werd de reformatie ingevoerd door de lutherse protectoren. Hoewel de Rijksdag van Augsburg in 1552 de zelfstandigheid van de stad herstelde, sloot zij toch een protectieverdrag met het keurvorstendom Saksen. Na 1710 leverde het keurvorstendom Hannover de protectie. In maart 1620 vond de Mühlhausense Vorstendag plaats, waarin Frederik V van de Palts werd opgeroepen af te treden als koning van Bohemen.
In 1707 en 1708 werkte Johann Sebastian Bach te Mühlhausen als organist en componist. Hij had er veel succes. Zijn oudste bewaard gebleven cantate Aus der Tiefen rufe ich, Herr, zu dir ontstond er en de cantate Gott ist mein König verscheen er zelfs in druk. In 1708 vertrok Bach naar Weimar. In 1735 kreeg zijn zoon Johann Gottfried Bernhard Bach een aanstelling in Mühlhausen, maar hij vertrok datzelfde jaar nog naar Sangerhausen.
De Reichsdeputationshauptschluss van 25 februari 1803 wees de stad toe aan het keurvorstendom Brandenburg (Pruisen). Toen Pruisen in de vrede van Tilsit al zijn gebieden ten westen van de Elbe moest afstaan, kwam de stad aan het koninkrijk Westfalen. Het Congres van Wenen in 1815 kende Mühlhausen weer toe aan het koninkrijk Pruisen, waar het deel ging uitmaken van de provincie Saksen.

## Bestuurlijke indeling
Mühlhausen telt naast de kernstad vier Ortsteile met een eigen plaatselijk bestuur: Windeberg, Saalfeld, Görmar en Felchta. Windeberg werd in 1992 bij Mühlhausen gevoegd, de overige drie voormalige gemeenten in 1994.

## Verkeer
Mühlhausen heeft een station aan de spoorlijn Gotha - Leinefelde, die in 1870 werd geopend.
Tussen 1898 en 1969 reden er in de stad trams. Het plaatselijke busvervoer wordt uitgevoerd door de Stadtbus-Gesellschaft Mühlhausen und Sondershausen mbH.

## Kerken
- Sint-Blasiuskerk
- Jacobikerk
- Mariakerk
- Joriskerk
- Sint-Petruskerk
- Sint-Nicolaaskerk
- Martinikerk
- Allerheiligenkerk

## Media
In Mühlhausen verschijnen plaatselijke edities van de Thüringische Landeszeitung (Weimar) en de Thüringer Allgemeine (Erfurt). Beide kranten behoren tot de Zeitungsgruppe Thüringen.

## Partnersteden
- Tourcoing (Frankrijk, sinds 1961)
- Eschwege (Duitsland, sinds 1989)
- Münster (Duitsland, sinds 1990)
- Kronstadt (Rusland, sinds 1995)
- Saxonburg (Pennsylvania, Verenigde Staten, sinds 2008)

## Geboren
- Johannes Eccard (1553–1611), componist
- Johann Rudolf Ahle (1625-1673), componist
- Johann Georg Ahle (1651-1706), componist
- Werner Leich (1927-2022), Duits evangelisch bisschop

Anrode · Bad Langensalza · Bad Tennstedt · Ballhausen · Blankenburg · Bothenheilingen · Bruchstedt · Dünwald · Großvargula · Haussömmern · Herbsleben · Heroldishausen · Hornsömmern · Issersheilingen · Kammerforst · Kirchheilingen · Kleinwelsbach · Körner · Kutzleben · Marolterode · Menteroda · Mittelsömmern · Mühlhausen/Thüringen · Neunheilingen · Obermehler · Oppershausen · Rodeberg · Schlotheim · Schönstedt · Sundhausen · Tottleben · Unstruttal · Unstrut-Hainich · Urleben · Vogtei